# Ignace Baert
Ignace Baert (Kortrijk, 15 oktober 1950) is een Vlaams zanger, pianist, componist en tekstschrijver.

## Biografie

### Jeugdjaren
Ignace komt uit een muzikale Kortrijkse familie en zit al op zijn negende op een muziekschool in Kortrijk waar hij o.a. pianoles krijgt van François Glorieux. Accordeonles krijgt hij privé in Heule van Hugo Hoste. Daarnaast doet hij de Humaniora; de combinatie wordt op zijn dertiende te zwaar en de muziek belandt op een zijspoor.
Vanaf 1967 speelt hij op het orgel en zingt bij het dansorkest "The Top Players", waar ook zijn vader als saxofonist-klarinettist in meespeelt. In 1968 gaat hij naar het Koninklijk Conservatorium in Gent.

### Erik Marijsse en de Lilac Street Band
In 1968 komt zanger en journalist Erik Marijsse bij het orkest en wordt er gastzanger. Ignace gaat intensief samenwerken met Marijsse als manager, hetgeen uiteindelijk eindigt in 1976 als hij zijn legerdienst gaat doen. Marijsse neemt "Liefde" op, dat de B-kant wordt van zijn eerste  hit "Leven, leven, laten leven". Opvolger "Kijk naar omhoog" wordt voor Marijsse het grootste succes uit zijn carrière en komt op nummer 1 van de Vlaamse hitparade.
Marijsse investeert een deel van zijn kapitaal in het orkest en Ignace verandert de naam in 1970 in Lilac Street Band; in eigen beheer wordt de single "Lilac" opgenomen. De volgende single "Annelise" (een cover van een Duitstalig nummer) wordt een hit in Vlaanderen en verschijnt op het platenlabel RKM.
In 1971 valt de Lilac Street Band uiteen. Een groep van drie rondom Ignace gaat verder onder dezelfde naam terwijl Marijsse manager wordt.

### Op de solotoer
In 1972 gaat hij op solotour, met nog steeds Erik Marijsse als manager. Daarnaast componeert hij in samenwerking met Marijsse voor zichzelf en anderen. Hun eerste compositie voor anderen is "Baby baby" voor het duo Nicole & Hugo die er voor België mee naar het Eurovisiesongfestival trekken. Anderen voor wie zij liedteksten schrijven zijn onder anderen Rita Deneve en Micha Marah.
Zijn eerste solohit in België scoort Ignace in 1973 met "More than sympathy", dat ook de Nederlandse hitparades bereikt (Veronica top 40). Het jaar erop komt zijn album uit, "With more than sympathy". In samenwerking met Fransman Claude François maakt hij in 1974 onder de naam "Jérémy" de plaat "Michèle" (vertaling van "Jo-Ann", de single die volgde op "More than sympathy"). Het lied "A sad sad song" wordt in het Frans "Pauvre chanson d'amour", maar dit komt niet meer uit bij Claude François. De samenwerking wordt stopgezet doordat de deals tussen de twee platenmaatschappijen niet overeenstemmen.
In 1975 vormt hij een gelegenheidstrio met Micha Marah en Raymond van het Groenewoud dat op Yes-Festival in Oostende de tweede plaats behaalt. Hetzelfde jaar doet het trio ook mee aan het Nordringfestival in Oslo als vertegenwoordigers van de BRT-radio. Het jaar daarna lijft het Belgisch leger hem in voor het vervullen van zijn dienstplicht. Vanwege zijn bekendheid in Vlaanderen wordt hij in Wallonië gelegerd.
Omdat het met zijn zang-, tekstschrijf- en componeercarrière niet echt vlot, besluit Ignace in 1977 muziekles te gaan geven aan diverse scholen rondom Roeselare en verlaat tijdelijk de showbusiness. Hij gaf muziekles aan het VISO in Roeselare en is sinds 1 november 2015 met pensioen.
Vanaf 1984 neemt Ignace de muzikale pen weer in de hand om voor artiesten als Jimmy Frey ("Mon amour (Voor ons allebei)"), Niels William, Liliane Saint-Pierre, Marjolein en Gunther Levi te schrijven en hun platen te produceren. Het zet hem er vier jaar later toe aan weer op te gaan treden en gaat van start met een heropname van "More than sympathy".
Vanaf 2002 treedt hij op als pianist-zanger met Bart Kaëll en het kwartet van Claire Berthorelly. Gaandeweg wordt hij hun begeleider. Zoon Yuri Baert is ook musicus, en ook bij hem neemt Ignace de rol van tekstschrijver en achtergrondzanger op zich.

## Privéleven
Ignace is getrouwd met Hilde Manderveld. Zij hebben samen twee kinderen, Anouk en Yuri. Het gezin woont in Deerlijk.

## Discografie

### Singles

#### Als lid van de Lilac Street Band
- 1970 - Lilac / Two boys in a race
- 1970 - Annelise / I must live
- 1971 - Bestseller / Somewhere
- 1971 - Christine baby / Memories
- 1971 - Ohio to Tokio / Ulalajehjeh
- 1972 - Better days / Why my God

#### Als Ignace
- 1973 - More than sympathy[20][21] / It Must Be a Dream
- 1973 - Het lied van Konijntje Piep[22]
- 1974 - Dancing time / More than I have
- 1974 - Jo-Ann / Love me
- 1974 - More than sympathy / Jo-Ann (dubbele A-kant)

#### AliasJeremy
- 1975 - A sad sad song / It's all right
- 1975 - Pauvre chanson d'amour / C'est tout droit[23]
- 1975 - Michèle[24] / Sans toi
- 1975 - Harmony / Misery

#### Met Erik Marijsse
- 1976 - Je crève d'amour (Erik Marijsse & Ignace Baert) / Cette journée pleine de joie (Ignace Baert)

#### Als Ignace
- 1988 - More than sympathy (remake) / I don't wanna
- 1988 - New / Into swing (Ignace & Glow)
- 1989 - Is it right is it wrong / instrumentaal
- 1990 - The right time / instrumentaal
- 1990 - Hemel of hel / Ik leef weer met plezier

#### Als Ignace Baert
- 1992 - Yuri

#### Als Ignace
- 1993 Ik vecht voor jou (Ignace & Liliane Saint-Pierre) / Yuri
- 1995 Anouk (the look of an angel)
- 2001 More than sympathy (2e remake) / Jo-Ann (remake)

### Albums

#### Als Ignace
- 1974 - With more than sympathy

#### Als Ignace Baert / Injasz
- 2007 - Divine piano[25]
- 2010 - Verzamelcd "Ignace, More than sympathy"